# RUOR Gwardija Biszkek
RUOR Gwardija Biszkek (kirg. Футбол клубу «РУОР Гвардия» Бишкек) – kirgiski klub piłkarski, mający siedzibę w stolicy kraju, mieście  Biszkek.

## Historia
Chronologia nazw:
- 1994: AiK Biszkek (ros. «АиК» Бишкек)
- 1998: Nacionalnaja Gwardija Biszkek (ros. «Национальная гвардия» Бишкек)
- 1999: SKNG-Gwardija Biszkek (ros. «СКНГ-Гвардия» Бишкек)
- 2002: RUOR Gwardija Biszkek (ros. «РУОР-Гвардия» Бишкек)
- 2005: klub rozwiązano
- 2013: RUOR-97 Biszkek (ros. «РУОР-97» Бишкек)
- 2016: RUOR Biszkek (ros. «РУОР» Бишкек)

Piłkarski klub AiK został założony w miejscowości Biszkek w 1994 roku. W 1995 debiutował w rozgrywkach Wyższej Ligi Kirgistanu. W 1998 nazywał się Nacionalnaja Gwardija Biszkek. W 1999 zmienił nazwę na SKNG-Gwardija Biszkek i zajął 6 miejsce w końcowej klasyfikacji, ale następnego sezonu nie przystąpił do rozgrywek profesjonalnych. Dopiero jako RUOR Gwardija Biszkek w 2002 ponownie startował w Wyższej lidze. W sezonie 2005 po 13 meczach klub został rozwiązany.
W 2013 klub został reaktywowany jako RUOR-97 Biszkek i startował w rozgrywkach Pucharu Kirgistanu. W 2016 jako RUOR Biszkek ponownie startował w rozgrywkach pucharowych.

## Sukcesy

### Trofea międzynarodowe
| \| \| Zdobyte trofea w rozgrywkach międzynarodowych (stan na: 31-12-2015) \| |                                                                     |      |          |
| Rozgrywki                                                                    | Osiągnięcie                                                         | Razy | Sezon(y) |
| · Liga Mistrzów AFC                                                          | zdobywca                                                            | 0    |          |
| · Liga Mistrzów AFC                                                          | finalista                                                           | 0    |          |
| · Liga Mistrzów AFC                                                          | runda 1                                                             | 1    | 1996/97  |
| Puchar AFC                                                                   | zdobywca                                                            | 0    |          |
| Puchar AFC                                                                   | finalista                                                           | 0    |          |
| Azjatycki Puchar Zdobywców                                                   | zdobywca                                                            | 0    |          |
| Azjatycki Puchar Zdobywców                                                   | finalista                                                           | 0    |          |
| Puchar Prezydenta AFC                                                        | zdobywca                                                            | 0    |          |
| Puchar Prezydenta AFC                                                        | finalista                                                           | 0    |          |
| FIFA                                                                         | Zdobyte trofea w rozgrywkach międzynarodowych (stan na: 31-12-2015) |      |          |

### Trofea krajowe
| \| \| Zdobyte trofea w rozgrywkach Kirgistanu (stan na: 31-12-2015) \| |                                                               |      |            |
| Rozgrywki                                                              | Osiągnięcie                                                   | Razy | Sezon(y)   |
| Mistrzostwo                                                            | I miejsce                                                     | 0    |            |
| Mistrzostwo                                                            | II miejsce                                                    | 2    | 1995, 1996 |
| Mistrzostwo                                                            | III miejsce                                                   | 2    | 1997, 1998 |
| Puchar                                                                 | zdobywca                                                      | 1    | 1996       |
| Puchar                                                                 | finalista                                                     | 0    |            |
| II liga                                                                | I miejsce                                                     | ?    |            |
| II liga                                                                | II miejsce                                                    | ?    |            |
| II liga                                                                | III miejsce                                                   | ?    |            |
| Kirgistan                                                              | Zdobyte trofea w rozgrywkach Kirgistanu (stan na: 31-12-2015) |      |            |

## Stadion
Klub rozgrywa swoje mecze domowe na stadionie im.Dołena Omurzakowa w Biszkeku, który może pomieścić 23000 widzów (były Centralny stadion republikański Spartak).

## Trenerzy
...
- 1996:  Michaił Tiagusow

...